# Questione di karma
Questione di karma è un film italiano del 2017 diretto da Edoardo Falcone.

## Trama
Giacomo è l'erede di grandi industriali; il padre Ulisse è morto suicida quando lui aveva 4 anni. Oltre a non aver mai superato  questo lutto, sua madre si è risposata con un uomo avido a cui ha lasciato gestire l'azienda di famiglia. Da questo secondo matrimonio è nata Ginevra, alla quale viene affidata la gestione dell'azienda. Giacomo invece preferisce dedicarsi a pensieri e fantasticherie, non lavora né guida. Non ha mai mostrato interesse per l'azienda di famiglia.
Credendo alla reincarnazione e in seguito alla lettura di alcuni libri, Giacomo incontra il dottor Ludovico Stern, un esoterista residente in un paesino del Centro Italia che gli svela di aver individuato l'attuale reincarnazione del padre: si tratta  di un uomo romano chiamato Mario Pitagora. Questi è un nullatenente, non ha un lavoro ed è oppresso dai debiti, ha inoltre problemi coniugali e con i figli. Giacomo riesce a incontrarlo e si instaura tra loro una stretta amicizia. Mario approfitta dell'agiatezza di Giacomo per cercare di risolvere i suoi problemi. Giacomo, pur non comprendendo appieno tutta la vita di Mario e le sue bugie, alla fine crea un rapporto di amicizia sincero con questi. Questo incontro perciò cambia definitivamente le vite di entrambi.

## Promozione
Il primo trailer del film è stato distribuito il 25 febbraio 2017.

## Distribuzione
Il film è stato distribuito nelle sale cinematografiche il 9 marzo 2017.

## Riconoscimenti
- 2017 – Globo d'oro
  - Candidatura a Migliore fotografia a Maurizio Calvesi
  - Candidatura a Migliore commedia a Edoardo Falcone